# Matthew Cowles
Pour les articles homonymes, voir Cowles.
Matthew Cowles, né le 28 septembre 1944 à New York et mort le 22 mai 2014 , est un acteur de théâtre, de cinéma et de télévision et un dramaturge américain.

## Jeunesse et éducation
Matthew Cowles nait à New York le 28 septembre 1944. Il est le fils de  l'acteur et producteur de théâtre Chandler Cowles (en).

## Carrière
En 1966, Matthew Cowles obtient le rôle titre dans la pièce Malcolm, adaptation éphémère de la bande dessinée de James Purdy, La pièce, produite par d'Edward Albee, est jouée à Broadway, au Shubert Theatre.
En 1968, il apparaît dans la pièce de théâtre The Indian Wants the Bronx (en) d'Israel Horovitz, où il donne la réplique à Al Pacino et John Cazale[réf. nécessaire].
Le premier film de Cowles était la comédie dramatique Me, Natalie (1969) dans laquelle il jouait Harvey Belman. Al Pacino fait également ses débuts dans ce film. La même année, il obtient sont son premier rôle télévisé dans la série N.Y.P.D. (en).
En 1983, il rejoint la Mirror Repertory Company du Mirror Theater Ltd (en) pour leur première saison de répertoire, se produisant dans les pièces Paradise Lost, Rain, Inheritors et The Hasty Heart .
Il a également joué dans trois courtes pièces de théâtre pour l'émission de radio publique et le podcast Playing on Air (en),,,.

## Vie privée
En 1983, il épouse l'actrice Christine Baranski avec qui il a deux filles, Isabel (née en 1984) et Lily (née en 1987). Dans un portrait de sa femme publié dans le New York Times, il y est décrit comme « le mouton noir d'une famille ayant des liens avec les éditions Cowles (en) et la banque Drexel ».
C'était un motard passionné[réf. nécessaire] et un fervent catholique. Il enseignait l'éducation religieuse à l’église de la Nativité[Laquelle ?].

## Décès
Matthew Cowles décède d'une insuffisance cardiaque congestive le 22 mai 2014.

## Filmographie
Sauf indication contraire, les informations mentionnées dans cette section peuvent être confirmées par la base de données cinématographiques IMDb,  présente dans la section « Liens externes ».

### Cinéma
| Année | Titre                     | Rôle               |
| ----- | ------------------------- | ------------------ |
| 1969  | Me, Natalie               | Harvey Belman      |
| 1973  | Les copains d'Eddie Coyle | Pete               |
| 1975  | The Happy Hooker          | Albert Ruffleson   |
| 1977  | La castagne               | Charlie            |
| 1982  | Le monde selon Garp       | O. Fecteau         |
| 1983  | Un flic aux trousses      | Ray Banes          |
| 1986  | Une baraque à tout casser | Marty              |
| 1988  | Un anglais à New York     | Beckman Gage       |
| 1994  | Croc-Blanc 2              | Lloyd Halverson    |
| 1994  | Deux cow-boys à New York  | Popfly             |
| 1996  | La jurée                  | Rodney             |
| 2000  | Nurse Betty               | Merle              |
| 2010  | Shutter Island            | capitaine du ferry |

### Télévision
| Année                            | Titre                       | Rôle                        | Notes               |
| -------------------------------- | --------------------------- | --------------------------- | ------------------- |
| 1977-1980, 1984, 1989-1990, 2011 | La force du destin          | Billy Clyde Tuggle          |                     |
| 1983                             | As the world turn           | Lonnie                      |                     |
| 1985                             | Love on the Run (en)        | Yancy                       |                     |
| 1986-1987                        | Amoureusement votre         | Eban Japes                  |                     |
| 1989                             | Lonesome Dove               | Monkey John                 |                     |
| 1991                             | New York, police judiciaire | Christian 'Lemonhead' Tatum | 1 épisode : L'Asile |
| 1997                             | Amour, Gloire et Beauté     | Curtis Love                 |                     |
| 2003                             | Oz                          | Willy Brandt                |                     |
| 2007                             | New York, unité spéciale    | Cyrus Wert                  |                     |
| 2008-2009                        | Life on Mars                | Cowboy Dan                  | 1 épisode           |

## Théâtre
| Année     | Titre                           | Rôle       | Notes                                   |
| --------- | ------------------------------- | ---------- | --------------------------------------- |
| 1966      | Malcolm                         | Malcolm    | rôle principal                          |
| 1968      | The Indian Wants the Bronx (en) |            |                                         |
| 1969      | The Time of Your Life (en)      | Dudley     |                                         |
| 1975-1976 | Doux Oiseau de jeunesse (en)    | Tom Junior |                                         |
| 1976      | Blagues sales                   |            | à l'Academy Festival Theatre de Chicago |

## Nominations et récompenses
Il est nommé pour un Daytime Emmy Awards en tant que meilleur acteur dans une série dramatique en 1978 (en) et comme meilleur acteur dans un second rôle dans une série télévisée dramatique (en) en 1981 (en), les deux nominations étant pour son rôle de Billy Clyde Tuggle dans la série La force du destin, rôle qu'il a par ailleurs créé et écrit[réf. nécessaire].